# 戦慄のストーカー/ある女子学生の場合
『戦慄のストーカー/ある女子学生の場合』（Eye of the Stalker）は、1995年のアメリカ合衆国のスリラーテレビ映画。ジョアンナ・キャシディ、ブルック・ラングトン、ジェレ・バーンズ出演。

## ストーリー
アリゾナ州　フェニックスの芸術大学生で写真を専攻するベス・ノウルトンは、その大学で客員教授として法律の講義で教鞭をとるスティーヴン・プライムズに気に入られ、自身の写真を撮ってほしいと依頼を受ける。
初めのうちはプレゼントや多額の報酬を贈ってくる彼の好意を軽く流していたベスだったが、恋人のカイルとデート中に無神経に割り込んでくる等スティーヴンの行動はエスカレートしていき、さらには彼女の周囲の人物に自分がベスの恋人だと虚偽の情報を流し始めた。恐怖を感じたベスは判事である母のマーサに相談し、マーサはスティーヴンに法律に則り警告しようとするも、彼も法律に詳しいためかいくぐられる。娘の身が危ないと確信したマーサは、不本意ながらも脅迫を武器にしている探偵 ダニー・ザーボを頼り、スティーヴンに脅しをかける。しかしスティーヴンはストーカーをやめず、ある日ついにベスに危害を加えようとしてきた。未遂に終わったがベスは憔悴し、マーサに諭され引越しを決意する。
だが引っ越してもスティーヴンのストーカー行為は終わらず、ベスたちの家に不法侵入して家具を荒らすなど犯罪行為に発展していった。彼がやったという確実な証拠がなく逃げるしかないベスは、しばらく叔父の家にかくまってもらうことになる。ベスを見失ったスティーヴンは、彼女の情報を調べるうちに同姓同名の”リズ”を彼女と勘違いし、リズの家に押しかけたり、脅迫の電話をし始める。

## キャスト
- エリザベス・”ベス”・ノウルトン - ブルック・ラングトン（英語版）（日野由利加）
- マーサ・ノウルトン判事 - ジョアンナ・キャシディ（泉晶子）
- スティーヴン・プライムズ - ジェレ・バーンズ（英語版）（江原正士）
- ダニー・ザーボ - デニス・バークレー（英語版）（島香裕）
- エリザベス・”リズ”・ノウルトン - ルシンダ・ジェニー（英語版）（鈴鹿千春）
- カイル・ケネディ - マイケル・ウールソン（英語版）（成田剣）
- レイン巡査 - コナー・オファレル（仲野裕）
- ポーラ・キャスタノン判事 - バーバラ・ターバック（英語版）（叶木翔子）
- ダンカン・エマーソン - ジョン・ベネット・ペリー（英語版）（小島敏彦）
- ウェルドン刑事 - リンジー・ギンター（英語版）（小島敏彦）
- ニール - ジョナサン・ウォード（英語版）
- エリック - リック・ワーシー（英語版）（大黒和広）
- ウォーレン・カーティス判事 - マイケル・カヴァナフ（英語版）（伊井篤史）
- ジェリー　- ジェームズ・マクドナルド（辻つとむ）
- ルイス　- デヴィッド・ザベル（筒井巧）

## スタッフ
- 監督 - レザ・バディ（英語版）
- 脚本 - プリシラ・イングリッシュ
- 製作 - リック・ブルメンサル
- 撮影 - チャールズ・ミルズ
- 編集 - ロン・スパング
- 音楽 - ステイシー・ワイドリッツ

日本語版スタッフ
- 吹替翻訳 - 久保喜昭
- 吹替演出 - 松川陸
- 吹替調整 - 土屋雅紀
- 吹替製作 - プロセンスタジオ